# Ellen Trane Nørby
Ellen Trane Nørby, née le 1er février 1980 à Herning (Danemark), est une femme politique danoise, membre du parti Venstre.

## Biographie
Elle est diplômée en 2005 d'un master en histoire de l'arts à l'université de Copenhague, où elle a également obtenu un diplôme en sciences sociales en 2001.
En 2004, elle est candidate aux élections européennes pour le parti Venstre, dont elle dirige le comité sur l'Europe de 2004 à 2009.
Elle est élue députée au Folketing pour la première fois lors des élections législatives de 2005, et est porte-parole de son parti sur les affaires culturelles lors de son premier mandat.
Elle est réélue pour un second mandat lors des élections de 2007, et devient alors porte-parole de son parti sur les affaires sociales et les questions d'égalité. En mars 2011, elle devient la porte-parole politique de son groupe parlementaire, en remplacement de Peter Christensen, entré au gouvernement. Elle conserve ce poste après sa réélection lors des élections de 2011.
En octobre 2013, elle est élue comme tête de liste de Venstre aux élections européennes de 2014. Elle annonce toutefois en février qu'elle renonce à cette candidature en raison d'une grossesse, et elle quitte également ses fonctions de porte-parole politique à la fin du mois,.
Elle remporte un troisième mandat lors des élections législatives de 2015. Le 28 juin 2015, elle est nommée ministre de l'Enfance, de l'Égalité et de l'Éducation dans le gouvernement composé par Lars Løkke Rasmussen à l'issue du scrutin. En novembre 2016, elle conclut un accord avec plusieurs partis de la majorité et de l'opposition pour lutter contre le harcèlement scolaire, notamment avec la création d'un organe national chargé de centraliser les signalements.
Le 28 novembre 2016, elle est nommée ministre de la Santé dans le gouvernement de coalition avec le Parti populaire conservateur et l'Alliance libérale. Elle prend un congé maternité de février à mai 2017, durant lequel la ministre de l'Égalité et de la Coopération nordique Karen Ellemann exerce ses fonctions à titre intérimaire.
Elle est réélue pour un quatrième mandat au Folketing lors des élections de 2019 qui marquent le retour de son parti dans l'opposition. Elle est nommée porte-parole de son parti pour les questions d'enfance et d'éducation pour la législature. Elle brigue la vice-présidence de Venstre lors du congrès du parti de septembre 2019, mais est battue par sa collègue Inger Støjberg.
En octobre 2020, elle annonce sa candidature au poste de maire de Sønderborg pour les élections municipales de 2021. Après sa défaite contre le maire social-démocrate sortant Erik Lauritzen, elle devient seconde adjointe au maire et présidente du groupe Venstre au conseil municipal.
En février 2022, elle annonce qu'elle ne sera pas candidate aux élections législatives suivantes. Elle quitte donc le Parlement après les élections anticipées de novembre 2022.
En février 2025, elle annonce qu'elle sera pas de nouveau candidate aux élections municipales de novembre.